# Adebisi Shank
Adebisi Shank — инструментальное рок-трио из графства Уэксфорд, Ирландия, в состав которого входят гитарист Лар Кей, бас-гитарист Винсент МакКрейт и барабанщик Майкл Роу. Группа подписала контракт с Richter Collective в Ирландии, до того как лейбл закрылся в декабре 2012 года, с Big Scary Monsters в Великобритании, Sargent House в США и Parabolica в Японии. Их название — отсылка к персонажу из «тюрьмы Оз» Саймону Адебизи. Их стиль музыки описывался как «серьезное оптимистичное мат-роковое безумие». В сентябре 2014 года группа объявила о своем распаде, и каждый участник пошел своим путем. За свою карьеру они выпустили три студийных альбома и один мини-альбом. В сентябре 2024 года группа объявила о воссоединении и записи нового материала, а также о планах новых туров.

## Характеристики
Стиль
Стиль музыки Adebisi Shank описывается как «серьезное оптимистичное мат-роковое безумие», а сами они называют себя «робот-рокерами». AllMusic описывает их как сочетание «неистового хардкор-влияния мат-рока с эпическим размахом построка, свободной интенсивностью хеви-метала и разрывающей танцполы чувственностью электронной танцевальной музыки». Несмотря на то, что группа является инструментальной, она использует искаженные вокальные эффекты в песнях, обращаясь со своими голосами так, как будто они являются частью музыкального ансамбля, при этом группа заявляет, что они никогда не будут использовать «чистый вокал» в своей музыке. Группа включает в свой ансамбль несколько различных инструментов, используя гитары, барабаны, синтезатор, маримбу, валторну, вокодер, перкуссионный ансамбль и «музыкальные инструменты, в изобретении которых мы даже не уверены».
Стиль группы сравнивают с мат-рок-группами, такими как Don Caballero и Battles, а также сравнивают их стиль с «триумфальными гитарными гармониями Fang Island с математической точностью Battles, жанровой игривостью Daft Punk и бурлящей интенсивностью Health». На творчество группы оказали большое влияние такие музыканты, как Принс, Леонард Коэн, Radiohead, Oingo Boingo, Nirvana, Queen, Thin Lizzy, Пол Саймон, Justice, Andrew WK, Джейми Лиделл, Карибу, Вангелис, Steely Dan, Thomas Dolby, Артур Расселл, The Beach Boys, The Smashing Pumpkins, Talking Heads, My Bloody Valentine, Fleetwood Mac, Стив Райх, Дебюсси, Tangerine Dream, OutKast, Линдси Бакингем, Берт Бакарак, Le Butcherettes, Brecker Brothers, Ар Келли, Эрик Серра, Майкл Джексон.
Живые выступления
Живые выступления Adebisi Shank обычно описываются как беспощадные. Значительная часть как имиджа группы, так и живых выступлений — это бас-гитарист Винсент МакКрейт в маске. Маска закрывает все его лицо и напоминает шарф. Когда в интервью его спросили о цели маски, МакКрейт прокомментировал: «Я бы не хотел, чтобы группа стала знаменитой исключительно из-за басистов, их грубой внешности и глубоких голубых глаз».

## Дискография
- This is the EP of a band called Adebisi Shank (2007) — мини-альбом
- This Is the Album of a Band Called Adebisi Shank (2008)
- This Is the Second Album of a Band Called Adebisi Shank (2010)
- This Is the Third Album of a Band Called Adebisi Shank (2014)